# Попов, Лев Николаевич (мультипликатор)
Лев Никола́евич Попо́в (1909—1966) — советский художник-мультипликатор и художник-постановщик

## Фильмография

### Художник-постановщик
1. 1959 — После гудка

### Художник-мультипликатор
1. 1939 — Лимпопо
2. 1940 — Медвежонок
3. 1940 — Ивась
4. 1941 — Слон и Моська
5. 1941 — Бармалей
6. 1943 — Сказка о царе Салтане
7. 1945 — Пропавшая грамота
8. 1946 — Песенка радости
9. 1947 — Весёлый огород
10. 1947 — Квартет
11. 1948 — Новогодняя ночь
12. 1948 — Первый урок
13. 1948 — Сказка старого дуба
14. 1948 — Слон и муравей
15. 1948 — Цветик-семицветик
16. 1949 — Гуси-лебеди
17. 1949 — Кукушка и скворец
18. 1949 — Часовые полей
19. 1949 — Чудесный колокольчик
20. 1950 — Волшебный клад
21. 1950 — Девочка в цирке
22. 1950 — Когда зажигаются ёлки
23. 1951 — Высокая горка
24. 1951 — Друзья товарищи
25. 1951 — Лесные путешественники
26. 1951 — Ночь перед Рождеством
27. 1951 — Сердце храбреца
28. 1951 — Сказка о мёртвой царевне и о семи богатырях
29. 1952 — Зай и Чик
30. 1952 — Каштанка
31. 1953 — Лесной концерт
32. 1953 — Полёт на Луну
33. 1953 — Сестрица Алёнушка и братец Иванушка
34. 1954 — Оранжевое горлышко
35. 1954 — Стрела улетает в сказку
36. 1954 — Три мешка хитростей
37. 1955 — Заколдованный мальчик
38. 1955 — Снеговик-почтовик
39. 1956 — В яранге горит огонь
40. 1956 — Двенадцать месяцев
41. 1956 — Кораблик
42. 1956 — Палка выручалка
43. 1957 — Исполнение желаний
44. 1957 — Чудесница
45. 1958 — Грибок-теремок
46. 1958 — Петя и волк
47. 1958 — Три медведя
48. 1958 — Вражда
49. 1959 — После гудка
50. 1960 — Тигр и осёл
51. 1961 — Ключ
52. 1961 — Мультипликационный Крокодил № 6
53. 1964 — Лягушонок ищет папу
54. 1964 — На краю тайны
55. 1965 — Горячий камень

### Ассистент режиссёра[2]
1. 1946 — Песенка радости (в титрах не указан)
2. 1957 — Свадьба соек (в титрах не указан)

## Награды
- Медаль «За трудовое отличие» (6 марта 1950 года) — за выдающиеся заслуги в развитии советской кинематографии, в связи с 30-летием[1]

## Рецензии, отзывы, критика
По воспоминаниям Евгения Мигунова, опубликованным в статье «О Хитруке» в 1982 году, Лев Попов сочетал в себе полное отсутствие умения рисовать с абсолютным чувством времени и настроения. Благодаря личному уникальному расчёту пауз и жеста, всегда очень правильно трактуемого и сливающегося со смыслом реплики, Попов был одним из часто приглашаемых художников-мультипликаторов на киностудии «Союзмультфильм». Он, попеременно с Фёдором Хитруком, делал дискуссионные доклады «о работе мультипликатора», «о жесте» на заседаниях творческой секции.
По воспоминаниям Кирилла Малянтовича, опубликованным в журнале «Киноведческие записки» в 2007 году, Лев Попов вычерчивал персонажей в сценах схематически, точно выдерживая размеры и пропорции. Схемы Попова прорисовщикам вскоре приходилось приводить в заданный художником-постановщиком типаж. На съёмках фильма «Лягушонок ищет папу», Попов на макете рассчитывал амплитуду шагов и другие движения кукол при помощи чертёжных инструментов.